# 香港特別行政区開発局長
香港特別行政区開発局長（中国語：香港特別行政區政府發展局長）は中華人民共和国香港特別行政区政府開発局の首長。行政会議の官職メンバーでもある。任命は、行政長官の指名に基づき、中華人民共和国政府（国務院）によって行われる。

## 歴代の開発局長
- 林鄭月娥（キャリー・ラム）（2007年7月1日—2012年6月30日）
- 陳茂波（2012年7月1日—2017年1月15日）
- 馬紹祥（2017年2月13日—2017年6月30日）
- 黄偉綸（2017年7月1日—）